# RAMPA
RAMPA Therapy(ランパセラピー）は、RAMPAセミナーを主催している歯科医師、三谷寧（みたにやすし）により1990年代から開発された頭蓋顎顔面咽頭領域の治療法である。
日本、韓国、アメリカで特許を取得している。

## 概要
RAMPA Therapyは、主に気道を拡大し中顔面の正しい成長を促進させる方法で、頭蓋顎顔面口腔咽頭領域の問題に重点を置いた治療法である。口腔内に特殊な形状をした装置（RAMPA Oral Appliance: ROA）とRAMPA本体と、それらを接続させるActive Bowにより構成されている。通常は、混合歯列期にある学童期に適応とされるが、成人においても効果が認められている。一日12時間程度の装着と口腔内での拡大スクリューの操作が必要である。

## 作用機序
頭蓋顎顔面にある歪みを取り除き、生理的な中顔面の成長を促すことで気道の生理性を高めることを可能にしている。気道の確保には安静時の舌のポジショニングが重要であるとされているが、この方法はこの点を改善し口呼吸を鼻呼吸に変える。